# Leib-Dragoner-Regiment (2. Großherzoglich Hessisches) Nr. 24
Das Leib-Dragoner-Regiment (2. Großherzoglich Hessisches) Nr. 24 war 1914 eines der beiden Kavallerieregimenter der Hessischen Division, die als 25. Großherzoglich Hessische Kavallerie-Brigade in der Preußischen Armee eingestellt waren.

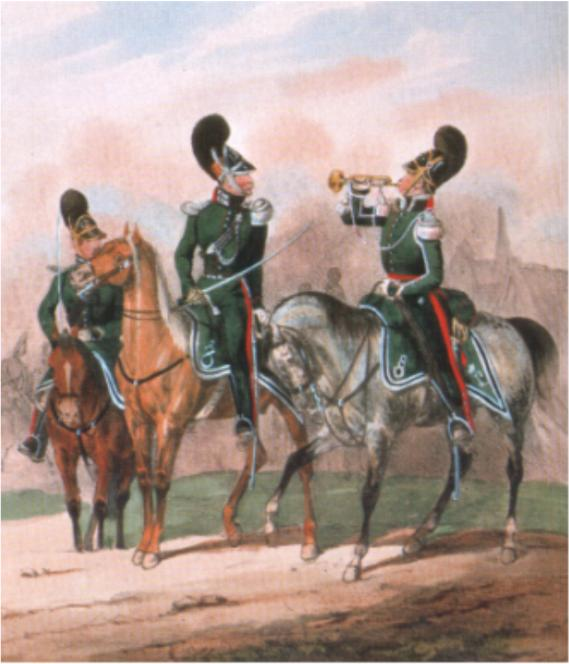
Hessische Chevauxlegers um 1850

## Organisation und Verbandszugehörigkeit
- XVIII. Armee-Korps in Frankfurt am Main, Kommandierender General: General der Infanterie Dedo von Schenck
  - Großherzoglich Hessische (25.) Division in Darmstadt, Kommandeur: Generalleutnant Otto von Plüskow
    - 25. Kavallerie-Brigade (Großherzoglich Hessische) in Darmstadt, Kommandeur: Generalmajor Clifford Kocq von Breuge

## Aufstellung
Mit Erlass vom 1. Dezember 1859 (Stiftungstag) bestimmte Großherzog Ludwig III. die Umgliederung des bisherigen „Garde-Chevaulegers-Regiment“ in zwei Reiter-Regimenter bzw. eine Reiter-Brigade. Das 1. Regiment erhielt die Bezeichnung „Garde-Chevaulegers-Regiment“, das 2. Regiment den Namen „Leib-Chevaulegers-Regiment“. Stationiert wurden die beiden Regimenter in Darmstadt und (eine Eskadron GCR ab 1818–bzw. zwei Eskadronen LCR) in der Chevaulegerskaserne in Butzbach.
Mit der Militärkonvention vom 7. April 1867 kamen die Großherzoglich-hessischen Truppen unter preußisches Kommando und bildeten in ihrer Gesamtheit die 25. Kavalleriedivision. Zusammen mit den Truppen aus dem ehemaligen Kurfürstentum Hessen, der Landgrafschaft Hessen-Homburg und des Herzogtums Nassau formierten sie das XVIII. Armee-Korps.
Nach dem Krieg gegen Frankreich 1870/71 wurde das Garde-Chevaulegers-Regiment umbenannt und führte zunächst den Namen „2. Großherzoglich Hessisches Dragoner-Regiment (Leib-Dragoner-Regiment) Nr. 24“, welcher am 25. November 1906 nochmals und endgültig in „Leib-Dragoner-Regiment (2. Großherzoglich Hessisches) Nr. 24“ abgeändert wurde.
Da die Kaserne in Butzbach 1898 für das I. Bataillon des neuerrichteten 5. Großherzoglich Hessischen Infanterie-Regiments Nr. 168 benötigt wurde, verlegten die dortigen Dragoner nach Darmstadt, sodass die gesamte hessische Kavallerie nunmehr in einer Garnison vereinigt war.

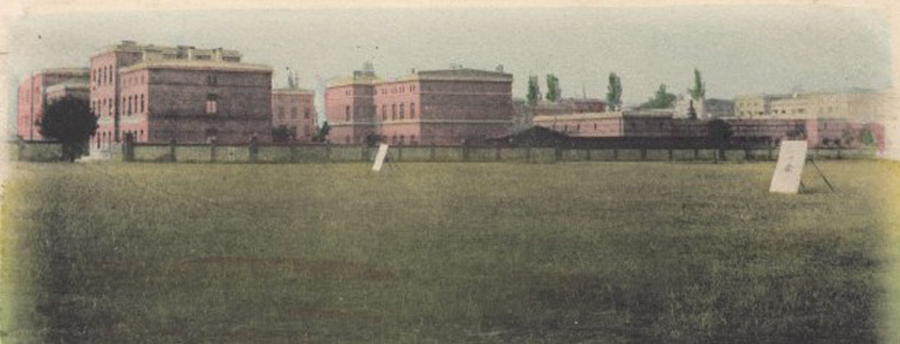
Kavallerie Kaserne in Darmstadt 1899

## Feldzüge und Kampfhandlungen

### Deutscher Krieg
Im Krieg gegen Preußen 1866 kämpfte die hessische Armee zusammen mit österreichischen, badischen und württembergischen Truppen im Verband des VIII. Bundesarmeekorps und den bayerischen, das VII. Armeekorps bildenden Verbänden gegen Preußen. Der unglückliche Verlauf des Feldzuges im Raum Aschaffenburg-Würzburg gegen die preußische Main-Armee unter Generalleutnant von Manteuffel zwang das Großherzogtum Hessen am 3. September 1866 zum Friedensschluss mit Preußen und zum Rückzug seiner Truppen aus dem Bundesheer. Das Leib-Dragoner-Regiment gehörte hier zur Reserve-Reiterei und kam nicht zum Einsatz.
Von hier an kämpfte das Regiment bis zu seiner Auflösung 1919 stets im Brigadeverband mit seinem Schwesterregiment.

### Deutsch-Französischer Krieg
Im Krieg gegen Frankreich 1870/71 kam das Regiment bei Vionville und Mars la Tour (16.–18. August) nur beschränkt zum Einsatz. Es nahm später an der Einschließung von Metz teil und wurde nach dem Fall der Stadt gegen die französische Loire-Armee eingesetzt (Kämpfe bei Orléans am 3. und 4. Dezember 1870). Danach war für die Leib-Chevaulegers der Krieg praktisch beendet.

### Erster Weltkrieg
Bei Ausbruch des Ersten Weltkriegs im August 1914 kämpften die nunmehrigen Dragoner zunächst in den Ardennen und rückten dann bis zum Rhein-Marne-Kanal vor. Nach dem Rückzugsbefehl vom September mussten sie bis zur Aisne zurückweichen. Das Regiment wurde dann nach Flandern verlegt und nahm an der Schlacht bei Ypern teil. Danach erfolgte im Frühjahr 1915 die Verlegung auf den östlichen Kriegsschauplatz. Im Bewegungskrieg kämpften die Dragoner in Litauen und Kurland sowie bei Vilnius im September 1915.
1916 fand sich das Regiment im Stellungskampf in Galizien und wurde 1917 im Feldzug gegen Rumänien eingesetzt (November 1916 bis Februar 1917). Im März 1917 erfolgte die Zurückverlegung an die Westfront. Hier versahen die Dragoner bis 1917 Grenzschutz an der niederländischen Grenze. Danach verlegte das Regiment wieder in den Osten und operierte in der Gegend von Kowel und in der Ukraine. Bis Dezember 1918 erfolgte Sicherungsdienst im besetzten Ostgebiet gegen aufständische und bolschewistische Truppen. Danach erfolgte der Rückmarsch in die Heimat, der mit großen Schwierigkeiten verbunden war, da er teilweise kämpfend zurückgelegt werden musste. Am 16. Januar 1919 traf das Leib-Dragoner-Regiment in Lauterbach ein und wurden bis zum 1. Mai 1919 aufgelöst.
Bis zu seiner Auflösung behielt es den Status als Kavallerieregiment.

### Verbleib
Die Tradition übernahm in der Reichswehr durch Erlass des Chefs der Heeresleitung, General der Infanterie Hans von Seeckt, vom 24. August 1921 die 3. Eskadron des 16. Reiter-Regiments in Langensalza. In der Wehrmacht setzte der Regimentsstab, die 1., 4., 5. und 8. Eskadron des Kavallerie-Regiments 8 in Darmstadt die Tradition fort.

## Regimentschef
| Dienstgrad | Name                             | Datum                             |
| ---------- | -------------------------------- | --------------------------------- |
|            | Großherzog Ludwig III.           | 01. Januar 1860 bis 13. Juni 1877 |
|            | Kaiser Nikolaus II. von Russland | 10. Oktober 1896 bis August 1914  |

## Kommandeure
| Dienstgrad                  | Name                           | Datum                                                         |
| --------------------------- | ------------------------------ | ------------------------------------------------------------- |
| Oberst                      | Joseph Gedult von Jungenfeld   | 01. Januar 1860 bis 23. Januar 1867                           |
| Major/Oberstleutnant        | Ludwig von Bouchenröder        | 24. Januar 1867 bis 21. März 1870                             |
| Oberstleutnant/Oberst       | Karl von Buseck                | 22. März 1870 bis 31. Dezember 1872                           |
| Major                       | Friedrich von Strantz          | 01. Januar bis 2. September 1872 (mit der Führung beauftragt) |
| Major/Oberstleutnant/Oberst | Friedrich von Strantz          | 3. September 1872 bis 24. September 1880                      |
| Oberstleutnant/Oberst       | Eugen von Dresky               | 25. September 1880 bis 24. Juli 1885                          |
| Oberstleutnant/Oberst       | Werner von Alvensleben         | 25. Juli 1885 bis 16. Januar 1888                             |
| Oberstleutnant/Oberst       | Karl Voigt                     | 17. Januar 1888 bis 17. April 1893                            |
| Oberstleutnant/Oberst       | Armand von Ardenne             | 18. April 1893 bis 16. April 1897                             |
| Oberstleutnant              | Edmund von Woyrsch             | 17. April 1897 bis 24. November 1898                          |
| Oberstleutnant/Oberst       | Curt von Rothkirch und Panthen | 25. November 1898 bis 17. Oktober 1901                        |
| Oberstleutnant/Oberst       | Werner von Waldenfels          | 18. Oktober 1901 bis 17. August 1906                          |
| Oberstleutnant/Oberst       | Karl von Ilsemann              | 18. August 1906 bis 22. Mai 1911                              |
| Oberstleutnant/Oberst       | Franz Zierold                  | 23. Mai 1911 bis 1. Oktober 1914                              |
| Oberstleutnant              | Bernhard Meister               | 02. Oktober 1914 bis 19. Mai 1917                             |
| Oberstleutnant              | Ludwig von Poschinger          | 20. Mai 1917 bis 25. März 1919                                |
| Oberst                      | Bernhard Meister               | 26. März bis 30. April 1919                                   |

## Uniform

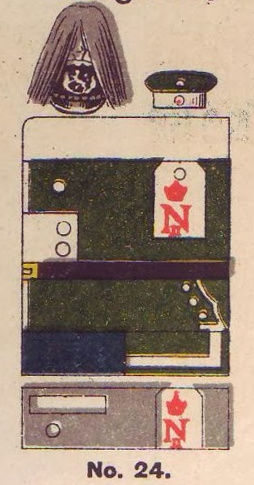
Farben der Uniform vor Einführung der feldgrauen Uniform

- Waffenrock aus dunkelgrünem Tuch (Die hessische Kavallerie hatte als einzige im unmittelbaren preußischem Einflussbereich nicht die blauen Röcke und schwarzen Hosen nach ebendiesem preußischem Muster angelegt, sondern ihre grünen Uniformen behalten.)
- schwedische Aufschläge
- weiße Abzeichenfarbe
- Helmbeschlag: bewehrter, gekrönter Hessischer Löwe in dreiviertel Eichenlaub/Lorbeerkranz in Neusilber
- Helm: Infanteriehelm (im Gegensatz zu allen anderen Dragonerregimentern!) mit schwarzem Haarbusch, rundem Vorderschirm und weiß-roter Landeskokarde (Als Chevaulegers trugen sie noch einen Helm mit schwarzer Raupe nach bayerischem Muster)
- Schulterklappen weiß, ab 1896 bis 1919 (sic!) mit gekröntem Namenszug „N“
- Knöpfe in weiß
- Lanzenflagge weiß-rot

Bereits mit A.K.O. vom 14. Februar 1907 befohlen und ab 1909/1910 schrittweise eingeführt, wurde anlässlich des Kaisermanövers 1913 die bunte Uniform erstmals durch die feldgraue Felddienstuniform (M 1910) ersetzt. Das Lederzeug und die Stiefel waren naturbraun, der Helm wurde durch einen schilffarbig genannten Stoffüberzug bedeckt. Das Bandelier und die Kartusche wurden zu dieser Uniform nicht mehr angelegt.

## Anmerkung
Das hessische Leib-Dragoner-Regiment führte die älteste Standarte eines aktiven deutschen Truppenteils. Diese war ursprünglich von Landgraf Ludwig IX. 1790 an die Leibgarde zu Pferde verliehen worden.
Neben dem ältesten noch aktiven Regiment Deutschlands (Hess. Leibgarde Infanterie Regiment Nr. 115 – errichtet 1622) konnten somit die hessischen Truppen ein weiteres Superlativ ihr Eigen nennen.
Des Weiteren war die Schloss-Kaserne der Chevaulegers in Butzbach die älteste und am längsten genutzte fiskalische Kaserne Europas (in Betrieb von 1818 bis 1992).